# Holstein
För andra betydelser, se Holstein (olika betydelser).

Karta

Holstein (plattyska: Holsteen; danska: Holsten) utgör södra delen av Schleswig-Holstein i Tyskland, mellan floderna  Elbe och Eider.
Kiel (huvudstad i Schleswig-Holstein) är den största staden. Altona, numera förorten Hamburg-Altona (och sedan 1937 en del av staden Hamburg), var en viktig stad (och frihandelszon) i Holstein till Kielkanalens invigning. Altona var betydelsefull för  Danmark såsom Nordsjö/Atlanthamn fram till 1864 (Dansk-tyska kriget) varefter Esbjerg blev en ersättning.
Holstein (medeltidstyska Holsten) är egentligen en dativ pluralform för befolkningen holseterna (ungefärligt betydande skogsbor) som Adam av Bremen på 1000-talet räknade som Nordalbingens bebyggare. Andra stammar gav namn åt Dithmarschen och Stormarn. Hela Nordalbingen tillhörde sedan 900-talet ätten Billungs sachsiska hertigdöme.
Sedan ätten Billung dött ut bildades grevskapet Holstein av Nordalbingen och Stormarn år 1111,  med tyskromerska rikets kejsare som länsherre (det vill säga, länet var Reichsunmittelbar), och befordrades till hertigdöme år 1474 sedan det förenats i personalunion med såväl det danska hertigdömet Schleswig som det danska riket. Successionsreglerna för Holstein ledde till åtskilliga delningar mellan olika grenar av Huset Oldenburg.
1100-, 1200- och 1300-talen karakteriseras av Holsteins expansion, avbruten av tillfälliga bakslag, på främst vendernas bekostnad. Men i samband med stridigheterna förekom många förvecklingar med både Danmarks kungamakt och Tysklands kejsarmakt. I ett par perioder avträdde kejsaren grevskapet till Danmarks kung. Vid andra tillfällen kom det danska riket att stå i totalt beroende av de holsteinska grevarna. 
Beroendet uttrycktes också i Danmarks kungaval år 1448 av Kristian I, som vid valet var arvtagare till hela grevskapet Holstein 1460 och snart också hertig av Schleswig, vars ätt sedan dess innehaft hertigtiteln i Holstein till 1864 och fortfarande innehar Danmarks krona.
Fram till kejsardömets upplösning år 1806, till följd av Napoleonkrigen, förblev Holstein ett tyskt hertigdöme intimt förbundet med det danska hertigdömet Schleswig, även om regeringsmakten under många perioder var delad mellan två eller flera furstar av familjen Huset Oldenburg.
Efter napoleonkrigen fram till år 1864 ingick hertigdömet Holstein i det tyska förbundet, fast fortfarande i personalunion med Danmark och Schleswig, emedan holsteinske hertigen var samtidigt hertig av Schleswig och kung av Danmark. 
1867 blev Holstein en del av Preussen som en följd av Bismarcks framgångsrika krig mot Danmark år 1864 och efter andra världskriget ett förbundsland med delar av Schlesvig som Schleswig-Holstein 1947 i Förbundsrepubliken Tyskland från 1949.